# Byron K. Lichtenberg
Pour les articles homonymes, voir Lichtenberg.
Byron Kurt Lichtenberg est un astronaute américain né le 19 février 1948.

## Vols réalisés
Il réalise deux vols en tant que spécialiste de charge utile :
- 28 novembre 1983 : Columbia STS-9 ;
- 24 mars 1992 : Atlantis STS-45.